# 戴維斯鎮區 (密蘇里州考德威爾縣)
戴維斯鎮區（英語：Davis Township）是位於美國密蘇里州考德威爾縣的一個行政鎮區。

## 地方資料
戴維斯鎮區的面積為92.06平方千米，當中陸地面積為92.02平方千米，而水域面積為0.04平方千米。根據2020年美國人口普查的數據，當地共有人口1048人，而人口密度為每平方千米11.38人。